# 六郷政鑑
六郷 政鑑（ろくごう まさかね/まさあきら）は、江戸時代末期の大名。出羽国本荘藩の第11代（最後）の藩主。官位は従五位下・兵庫頭。維新後、知藩事・子爵。

## 生涯
嘉永元年（1848年）10月3日、第10代藩主・六郷政殷の長男として誕生した。文久元年（1861年）6月5日、政殷の死去により家督を相続した。文久2年（1862年）12月1日、第14代将軍・徳川家茂に拝謁した。同年12月16日、従五位下・兵庫頭に叙任する。
慶応2年（1866年）4月15日、江戸の警備を命じられる。慶応4年（1868年）、一時的に奥羽越列藩同盟に参加したものの、脱退した。同年7月、新政府に与して、幕府方の庄内藩と戦うことになった。しかし、そもそも兵数に劣り武器も旧式などであったため、庄内藩の軍勢に敗れ、8月6日には本荘城に火を放って敗走した。政鑑らは久保田藩に避難した。同年9月11日、奥羽鎮撫総督府から見舞金3,000両を賜る。同年9月下旬、明治政府の援軍によって反撃に転じ、本荘城を奪回した。明治2年（1869年）6月12日、戊辰戦争での功績を賞されて、永世1万石を賜った。
明治2年（1869年）6月22日、版籍奉還に伴い知藩事に就任した。明治4年（1871年）7月15日、廃藩置県により知藩事を解任された。同年8月22日、東京に移る。明治17年（1884年）、子爵となる。晩年は故郷の本荘で過ごし、明治40年（1907年）7月23日、卒去。享年60。

## 家族
父母
- 六郷政殷（父）
- 賀子、貞寿院 - 岡部長和の養女、岡部長慎の娘（母）

妻
- 岡部武子 - 岡部長寛の養女、岡部長発の娘

子女
- 六郷政賢（長男）
- 六郷賀子 - 田中国太郎の妻、生母は武子（正妻）